# 开原寺
31°33′27″N 120°13′14″E / 31.55738°N 120.22051°E
开原寺，是一个位于中华人民共和国江苏省无锡市滨湖区梅园内的佛教寺庙、江苏省文物保护单位。

## 特点
开原寺原址在梅园前小桥头旁，清朝咸丰年间被毁。1930年，量如和尚募化易地重建，由荣德生赞助地基20亩并建造了讲堂。1933年，寺院建成。1946年，量如和尚在寺内创办无锡汉藏佛学院，并自任院长，荣德生则担任董事长。1955年，荣德生之子荣毅仁将梅园及开原寺交给政府。1958年部分佛殿被拆。文化大革命期间，开原寺遭到破坏，佛教活动停止。1983年恢复开放后，鼋头渚广佛寺住持隆贤法师修复重建开原寺。寺内设有素斋馆，供应寺院风味素斋。